# Вучинич, Милица
Милица Вучинич (сербохорв. Милица Вучинић / Milica Vučinić; 10 мая 1921, Церово — 20 марта 1943, Шипачно) — югославская черногорская партизанка Народно-освободительной войны Югославии. Народный герой Югославии (13 июля 1953).

## Биография
Родилась 10 мая 1921 года в селе Церово около города Никшич. Отец — Радован Вучинич, военный, участник балканских и Первой мировой войн. В семье также были братья Бошко и Джордже. После окончания начальной школы Милица не училась дальше, а помогала мачехе по хозяйству. Старший брат, Бошко, был членом Союза коммунистической молодёжи Югославии, писал тексты для журнала «Слободна мисао» (с серб. — «Свободная мысль») и был автором брошюры «Положение крестьянства в Черногории» (сербохорв. Положај сељаштва у Црној Гори), незадолго до начала войны вступил в Коммунистическую партию Югославии. Под влиянием Бошко Милица и Джордже также присоединились к коммунистическому движению.
Во время восстания 13 июля все трое вступили в партизанский отряд в деревне Драговличи. Бошко был назначен секретарём сначала общинского, а потом районного комитетов СКМЮ. Джордже стал политруком Драговольской партизанской роты, а Милица заняла там должность санитарки. В феврале 1942 года по указанию Главного штаба НОАЮ в Черногории при штабе Никшичского партизанского отряда был создан батальон численностью 450 человек, отправленный в помощь Комскому партизанскому отряду, находившемуся в Васоевичах. Милица и Джордже служили в личном составе батальона.
За несколько дней батальон оттеснил с территории Роваца и Прекорбдже силы четников, и добрался до местечка Штавань в берегу Лиевы-Риеки. В 1942 году во время одного из таких боёв погиб Джордже; Милица забрала его пистолет, гранаты и патронташ, пообещав продолжить дело брата. В составе батальона она участвовала в сражениях Третьего наступлениы, с июня 1942 года служила в 1-й роте 1-го батальона 5-й Пролетарской Черногорской ударной бригады. Со 22 июля по 2 августа 1942 года участвовала в боях, прорываясь в направлении Врбница — Прозор и переходя через горы Требилина, Трескавица и Забрджа. Назначена политруком взвода по прибытии бригады в Боснийскую Краину и Центральную Боснию. В дальнейшем Милица участвовала в битве на Неретве (Прозор, Кониц, Невесине), в боях за Прозор играла роль бомбаша, ходила на штурм вражеских укреплённых позиций.
Погибла 20 марта у деревни Шипачно в боях против четников. В битве на Сутьеске позже погиб и её брат Бошко.
Указом Президента Федеративной Народной Республики Югославии Иосипа Броза Тито от 13 июля 1953 года Милице Вучинич посмертно присвоено звание Народного героя Югославии.